# Лю Гуаньи
Лю Гуаньи (кит. трад. 劉冠逸, англ. Liu Guanyi; род. 26 января 2000 года, Шэньян, Китай) — китайский шорт-трекист. Чемпион мира и чемпион и 2-кратный призёр чемпионата четырёх континентов. Выступает за команду мэрии Тяньцзиня.

## Биография
Лю Гуаньи родился в Шэньяне, где и начал кататься на коньках. В 2012 году, в возрасте 12 лет, он занялся шорт-треком. В октябре 2017 года 17-летний спортсмен из команды Народно-освободительной армии участвовал во 2-м этапе Национальной лиги и занял 2-е место в забеге на 1000 метров, а в апреле 2018 года был выбран в Национальную тренировочную команду сборной Китая. В декабре Лю занял 3-е место в забеге на 1500 метров на “Кубке Китая” в Циндао. В декабре 2019 года на 4-м этапе Кубка Китая Лю Гуаньи впервые выиграл дистанцию 1500 метров. В 2020 году он был выбран в основной состав Национальной сборной.
В сезоне 2020/2021 Лю Гуаньи участвовал на чемпионате Китая за команду города Тяньцзиня, которая была сформирована в 2020 году. Позже, он некоторое время тренировался и обучался в Южной Корее, чтобы повысить свой технический уровень катания. К тому же выучил корейский язык. В сезоне 2022/2023 дебютировал на Кубке мира и 6 ноября 2022 года в составе эстафетной команды завоевал бронзовую медаль на этапе в Солт-Лейк-Сити. Там же установил свой личный рекорд на дистанции 500 метров. Через неделю на своём первом чемпионате четырёх континентов в Солт-Лейк-Сити завоевал золотую медаль в мужской эстафете. 
В феврале 2023 года на этапе Кубка мира в Дрездене вместе с командой завоевал золото в эстафете, а через неделю на этапе в Дордрехте выиграл серебряную медаль. В начале марта Лю Гуаньи был успешно выбран для участия в чемпионате мира и стал первым шорт-трекистом из Тяньцзиня, принимавший участие в мировом первенстве. Уже 12 марта на чемпионате мира в Сеуле в составе мужской эстафетной команды завоевал золотую медаль со временем 7:04,412 сек. В ноябре 2023 года Лю участвовал на чемпионате четырёх континентов в Лавале и выиграл серебряную медаль в мужской эстафете и бронзовую в смешанной эстафете. На дистанции 500 метров занял 14-е место.
В марте 2024 года Лю Гуаньи выиграл чемпионат на дистанции 500 метров на Национальном чемпионате по шорт-треку. В сентябре он участвовал на первом этапе Кубка Китая сезона 2024/2025, заняв 2-е место на дистанции 1500 метров.

## Награды
- 2020 год - назван Элитным спортсменом национального класса.
- 2023 год - назван Элитным спортсменом международного класса.
- 4 мая 2023 год - награжден “Медалью 22-го Тяньцзиньского молодежного клуба четвертого мая” Тяньцзиньского муниципального комитета Коммунистической лиги молодежи.[11]